# HMS General Craufurd (1915)
«Дженерал Кроуферд» (англ. HMS General Craufurd) — другий монітор типу «Лорд Клайв» Першої світової війни. Монітор Названий на честь генерала Роберта Кроуферда (англ. Robert Craufurd), учасника Піренейської війни, який загинув під час облоги Сьюдад-Родріго в 1812 році. Це єдиний корабель Королівського флоту з таким ім'ям. 12-дюймові (305-міліметрові) гармати головного калібру були зняті з застарілих пре-дредноутів типу «Маджестік».
Монітори типу «Лорд Клайв» були побудовані, аби протистояти німецькій наземній артилерії в окупованій Бельгії впродовж Першої світової війни. «Дженерал Кроуферд» разом з однотипними моніторами регулярно залучався до таких дій у складі Дуврської ескадри моніторів, та брав участь у першому рейді на Остенде, забезпечуючи артилерійську підтримку.
У листопаді 1918 року «Дженерал Кроуферд» та однотипні монітори були переведені в резерв з наміром їх утилізувати, оскільки причина їх існування зникла після звільнення Бельгії. У 1921 р. «Дженерал Кроуферд» був розібраний.